# 大分銀行
株式会社大分銀行（おおいたぎんこう、英: THE OITA BANK,LTD.）は、大分県大分市に本店を置く地方銀行。
大分県、大分市などの指定金融機関。

## 概要
大分県内を中心に、福岡県・宮崎県・熊本県・大阪府・東京都にも店舗を構え（かつては愛知県や広島県や愛媛県にも店舗を構えていたが撤退）、他に、香港にも駐在員事務所を置いている。
旧本店の建物は辰野金吾の設計によるもので、国の登録有形文化財である。現在では赤レンガ館と呼称される。現本店竣工後には、赤レンガ支店と改称されるも、後に本店営業部に統合され、現在はマネープラザ（赤レンガ館）が所在する。
2015年4月6日、大分駅南の再開発地に水戸岡鋭治デザインによる新店舗ビルである宗麟館を新設し、ソーリン支店のほかローンプラザ等を設置した。またその模様は大分朝日放送などテレビ朝日系列の番組である「初めて○○やってみた」で取り上げられた。
サンリオキャラクターのマイメロディをイメージキャラクターとしており、シンボルマークと同じ赤の頭巾のものしか使われていない。自行の広告の大半に使われている程起用率が高い。キャッシュカード付きクレジットカードの“Melody Plus”の“Melody”の部分は、マイメロディを由来としている。

## 歴史

### 大分銀行の設立
1877年、大分町（現在の大分市）に国立銀行条例に基づき、第二十三国立銀行が大分県内初の銀行として設立された。大分県内では、当時紡績や製糸で栄えた中津地域に相次いで国立・私立の銀行が設立される一方、大分町内では第二十三国立銀行のみであり、資金の需要の円滑化に欠き、商工業も未発達の状況にあった。このため、県会議員渡邊雄次郎を中心に町内の名士が名前を連ね、私立銀行を設立する運びとなった。
1892年11月6日、渡邊雄次郎を創立委員長として創業総会を開催し、翌1893年2月1日、大分町荷揚町（現在の大分市立荷揚町小学校所在地）に大分銀行が開業した。
日露戦争後、新興企業の勃興が進むと、旺盛な資金需要を背景として銀行を設立する動きが加速した。大分県内においては、大分銀行設立時点の10行から1899年には、38行を数えるまでになった。しかし第一次世界大戦による大戦景気の反動や関東大震災の震災手形の発行に端を発した金融恐慌により、国内経済は壊滅的状況に陥った。大分銀行は、政府指導もあり、1918年の青莚銀行と柳ヶ浦銀行を皮切りに、1921年に豊後銀行、別府銀行等6行を相次いで合併した。しかしこの結果として合併行の不良債権をも抱え込むことになり、日本銀行の特別融資を受ける等善後策に動いたが、対応しきれず、1922年12月に休業に至った。再建にあたっては大阪市の加島銀行に協力を仰ぎ、第5代頭取に加島銀行頭取・大同生命保険社長の廣岡恵三を迎え、経営陣を一新した。新経営陣は加島銀行系の人事で固められ、第二十三銀行頭取の長野善五郎を相談役に据えた。

### 大分合同銀行の発足
金融恐慌は、大銀行への預金の集中、金利の低下をもたらした。中小銀行の経営は悪化し、破綻が危惧されるようになった。大蔵省は、地方の銀行合同促進を通達。大分県内では、1897年に普通銀行に転換し、ハイリスクの融資を回避することで金融恐慌を乗り切った二十三銀行と、大分銀行の間で合併の機運が高まった。なお、この間、二十三銀行は大分町茶屋町（現在の都町）に本店を移転しているが、これが現在の赤レンガ館である。
1927年10月、大分銀行が二十三銀行を合併し、商号を変更する形で、大分合同銀行（大合銀）が発足した。本店は二十三銀行本店（現赤レンガ館）に置かれた。大分銀行本店は大分貯蓄銀行本店となった。合併旧行いずれもオーバーローン状態にあった大分合同銀行は多額の不良債権を抱え、再建問題に直面した。日本銀行に対しては借入金の金利引下げや返済年限の変更を要請するとともに、役員数の減員、不良債権の償却、資産の売却等再建を推進。
1937年に日中戦争（支那事変）が勃発すると、戦時経済に移行し、銀行の統合が一層推進された。1941年に百九銀行、1942年に日田共立銀行、豊和銀行（1940年に5行の合併により設立。現存する豊和銀行と無関係）、中津銀行、共同野村銀行、1943年に実業貯蓄銀行、大分貯蓄銀行を合併。さらに1943年に豊前銀行本店・別府支店・戸田支店、1944年に肥後銀行久住支店を譲受した。これにより大分県内における「一県一行」が完成した。

### 第二次世界大戦と大分銀行
銀行のたび重なる合併により、預金量は飛躍的に増加した大分合同銀行であったが、戦時下商況も低調に推移したこともあり、もっぱら増加預金は国債消化に充てた。
1945年7月の大分空襲により、大分合同銀行本店も被災し、赤煉瓦の周壁を残して焼失した。1946年9月に本社社屋の東側に仮設の本社を設けて営業を継続したが、その後の調査により周壁が使用に耐えうると判断し、完全復旧の方針を固めた。工事において資材の調達難に直面するなどしたが、1949年4月に新社屋での営業を開始した。
1946年、政府の貯蓄増強中央委員会は、10月17日を貯蓄の日と定め、預貯金に様々な優遇策を設けた上で、救国貯蓄運動を展開した。「融資は全て預金により賄う」として日銀通達もあり、大分合同銀行も積極的に預金営業を展開し、「鶴亀定期預金」を発売した。

### 新「大分銀行」の誕生
県下全銀行を合併した大分合同銀行は、合併25周年の1952年10月、大分県を代表する銀行であることを鮮明にするとして、大分銀行への商号変更を決議。翌1953年1月1日に大分銀行に改称した。行章も「大合」をデザインしたものから「大分」をデザインしたものに改めた。
金融機関の支店が大分県内に増加する中、大分銀行も積極的に県外への進出を図り、1961年に第一銀行（現在のみずほ銀行）京橋支店内に東京事務所（1963年に東京支店を開設し支店に併合）開設を皮切りに県外支店を相次いで開設した。県内支店網の拡充にも努めた。1980年7月に身体障害者自立支援施設太陽の家内に太陽の家支店を開設した取り組みは全国的にも注目を集めた。
1973年、東京証券取引所・大阪証券取引所二部（1974年一部に指定替え）、福岡証券取引所に上場。
1995年には地方銀行初のホームページを開設している。

## 沿革
- 1877年（明治10年）11月 - 第二十三国立銀行が現在の大分市に設立。
- 1897年（明治30年）5月 - 普通銀行に転換、株式会社二十三銀行に改組。
- 1893年（明治26年）2月1日 - 株式会社大分銀行設立。資本金6万円。
- 1913年（大正2年） - 旧二十三銀行本店（現 大分銀行赤レンガ館）竣工[17]。
- 1927年（昭和2年）10月 - 大分銀行が二十三銀行を合併し、株式会社大分合同銀行となる。
- 1953年（昭和28年）1月 - 株式会社大分銀行に商号変更。
- 1966年（昭和41年）8月 - 本店を大分市府内町に新築移転。資本金16億円に増資。
- 1973年（昭和48年）4月 - 東京・大阪証券取引所各2部、福岡証券取引所に上場。
- 1974年（昭和49年）
  - 2月 - 東証・大証各1部に指定。
  - 10月 - 事務センターを大分市城崎町に新築。
- 1978年（昭和53年）10月 - 	総合オンライン全店移行完了。
- 1991年（平成3年） - CI導入。
- 1992年（平成4年）3月 - 第2事務センターを事務センター隣接地に増築。
- 1994年（平成6年）12月 - 香港駐在員事務所を開設。
- 2004年（平成16年）9月4日 - 大証上場廃止（申請による）。
- 2006年（平成18年）11月 - 預金着服事件を起こし、金融庁から業務改善命令を受ける。
- 2007年（平成19年）6月 - 再度金融庁から業務改善命令を受ける[18]。
- 2013年（平成25年）5月 - 勘定系システムをNTTデータ地銀共同センターへ移行。
- 2014年（平成26年）12月 - 米ドル建て新株予約権付社債を欧州及びアジアを中心とする海外市場で発行すると発表[19]。
- 2015年（平成27年）4月6日 - 宗麟館開館。
- 2016年（平成28年）
  - 2月29日 - 連結子会社である大分リースを完全子会社化[20]。
  - 4月1日 - 姫野昌治頭取が代表取締役会長に退き、後任には後藤富一郎専務が昇格[21][22]。
  - 4月1日 - 連結子会社である大銀スタッフサービスが大銀アカウンティングサービスを吸収合併。商号を大銀オフィスサービスに変更[23]。
- 2018年（平成30年）3月- 大分銀行赤レンガ館改築。

## ATM

### 地域金融機関との提携
ATMでは、「九州ATMネットワーク」により、福岡銀行・筑邦銀行・佐賀銀行・十八親和銀行（旧十八銀行・旧親和銀行）・肥後銀行・宮崎銀行・鹿児島銀行・西日本シティ銀行のカードによる出金については自行扱いとなる。

### コンビニATM
2007年（平成19年）9月27日にセブン銀行と提携をすると同時に、大分県内のセブン-イレブン店舗にATMが設置された。

## 情報処理システム

### 勘定系システム
従来は、日本ユニシス（現・BIPROGY）のパッケージであるACCESS21を採用しており、同社のメインフレームである独自システムを採用してきたが、2013年（平成25年）5月7日に、NTTデータ地銀共同センターへのリプレースした。

## 関係会社

### 連結子会社
- 大銀ビジネスサービス株式会社
- 大銀オフィスサービス株式会社
- 大分リース株式会社
- 大分保証サービス株式会社
- 株式会社大分カード
- 株式会社大銀コンピュータサービス
- 株式会社大銀経済経営研究所
- 大銀ベンチャーキャピタル株式会社

## ギャラリー

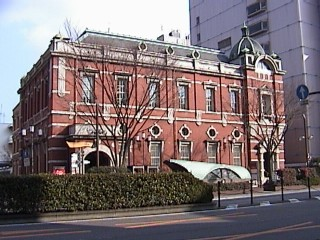
赤レンガ館
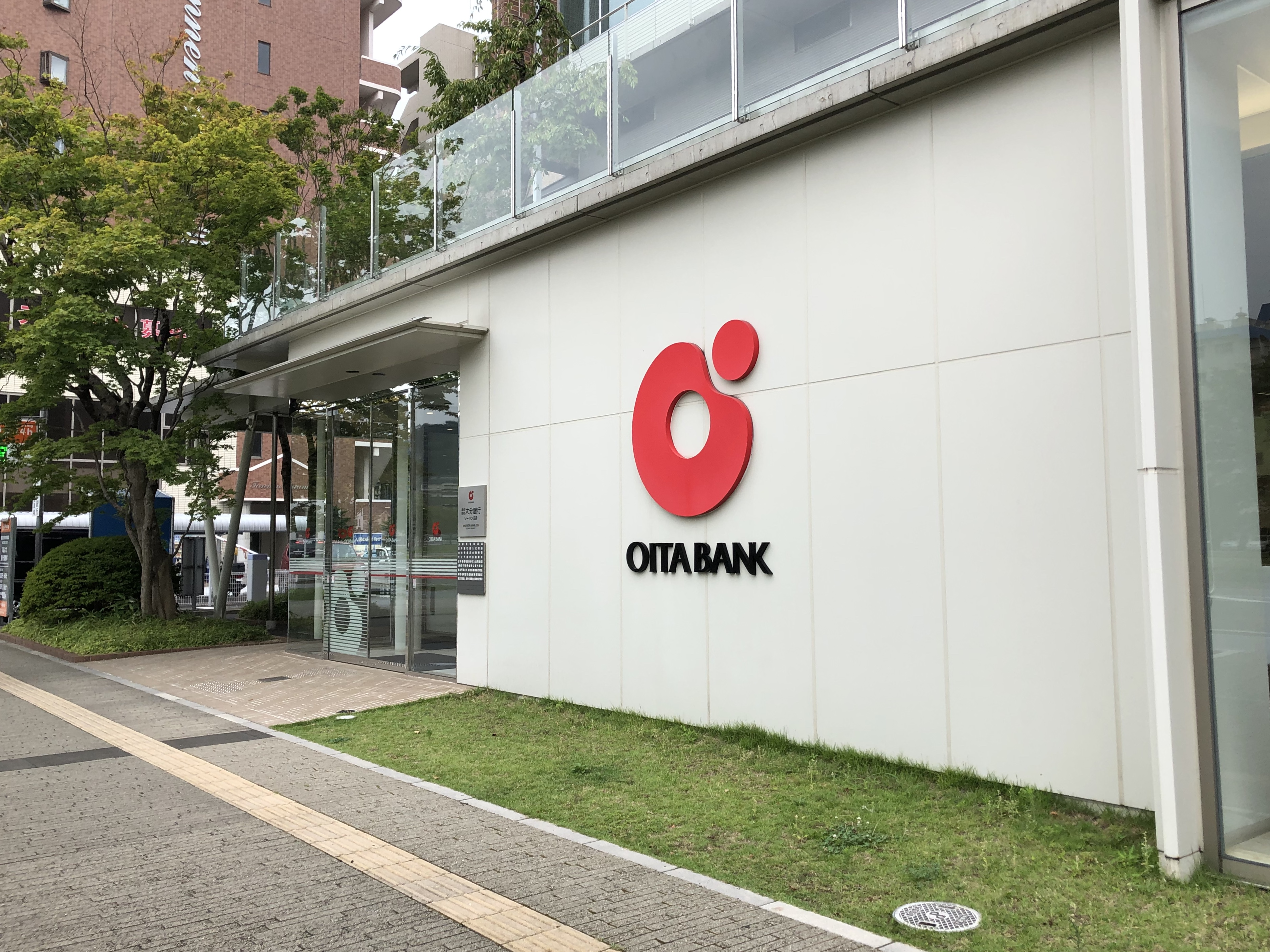
大分銀行宗麟館